# Milan Fretin
Milan Fretin (* 19. März 2001 in Genk) ist ein belgischer Radrennfahrer, der auf der Straße aktiv ist.

## Sportlicher Werdegang
Erste zählbare Erfolge erzielte Fretin als Junior auf der Bahn. 2018 wurde er belgischer Juniorenmeister im Keirin und im Madison. Für die Junioren-Europameisterschaften 2018 nominiert, wurde er in Aigle Europameister im Ausscheidungsfahren. Auf der Straße war er Mitglied der Nationalmannschaft und startete bei Rennen im UCI Men Juniors Nations’ Cup, blieb aber ohne zählbaren Erfolg.
Nach dem Wechsel in die U23 fuhr Fretin 2020 zunächst für den EFC-L&R Vulsteke, 2021 wurde er Mitglied im U23-Team von Lotto-Soudal. Nach mehreren Podiumsplatzierungen bei der Okolo Jižních Čech und der Tour de Bretagne Cycliste erhielt er zur Saison 2022 einen Vertrag beim UCI ProTeam Sport Vlaanderen-Baloise. Seinen ersten Sieg als Radprofi erzielte er in der Saison 2023, als er das erstmals ausgetragene Eintagesrennen SD Worx BW Classic gewann.
Zur Saison 2024 wechselte Fretin in die UCI WorldTour zum Team Cofidis. Den ersten Erfolg für sein neues Team erzielte er noch im ersten Jahr mit dem Sieg im Massensprint auf der ersten Etappe der Vier Tage von Dünkirchen. Bei der Tour Poitou-Charentes en Nouvelle-Aquitaine war er auf der zweiten Etappe erneut im Massensprint erfolgreich. Zudem erzielte er zahlreiche Top-10-Platzierungen bei Rennen der UCI WorldTour und der UCI ProSeries, unter anderem als Dritter beim Sparkassen Münsterland GIRO.
Zu Beginn der Saison 2025 gewann er die Clásica de Almería in einem Massensprint. Im Anschluss war er auch auf einem Abschnitt der Algarve-Rundfahrt erfolgreich. Nach mehreren guten Ergebnissen bei belgischen Eintagesrennen gewann er im April die Ronde van Limburg.

## Erfolge

### Bahn
2018
- Junioren-Europameister – Ausscheidungsfahren
- belgischer Junioren-Meister – Keirin, Madison

### Straße
2023
- SD Worx BW Classic

2024
- eine Etappe Vier Tage von Dünkirchen
- eine Etappe Tour Poitou-Charentes en Nouvelle-Aquitaine

2025
- Clásica de Almería
- eine Etappe Algarve-Rundfahrt
- Ronde van Limburg

## Grand-Tour-Platzierungen
| Grand Tour            | 2025 |
| --------------------- | ---- |
| Giro d’ItaliaGiro     | DNF  |
| Tour de FranceTour    | …    |
| Vuelta a EspañaVuelta | …    |